# Solomija Pawlytschko

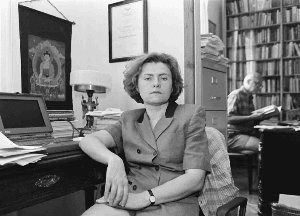
Solomija Dmytriwna Pawlytschko, 1982

Solomija Dmytriwna Pawlytschko (ukrainisch Соломія Дмитрівна Павличко, wiss. Transliteration Solomija Dmytrivna Pavlyčko; * 1958; † 1999)  war eine ukrainische Literaturwissenschaftlerin, die unter anderem zum Feminismus sowie zum Modernismus der ukrainischen Literatur arbeitete.

## Leben und Werk
Geboren 1958, war Pawlytschko in den 1990ern Mitarbeiterin der Nationalen Akademie der Wissenschaften der Ukraine und gründete 1998 gemeinsam mit ihren Kolleginnen Wira Ahejewa und Nila Sborowska das Kiewer Zentrum für Gender Studies, das auch lose mit Tamara Hundorowa und Oksana Sabuschko assoziiert war. Neben ihrer eigenen Forschungstätigkeit gründete sie einen eigenen Verlag namens Osnovy (deutsch Die Grundlagen), indem sie ukrainische Übersetzungen von Literaturklassikern herausgab. Sie selbst betätigte sich dabei ebenfalls als Übersetzerin. Pawlytschko verstarb 1999.
Generell wird Pawlytschko dem Feminismus zugezählt. Sie versuchte aktiv, in der Ukraine für feministische Ideen zu werben. In einem Aufsatz im Jurnal Slovo i Chas mit dem Titel Čy potribna ukrajins’komu literaturoznavstvu feministyčna ŝkola? (deutsch: Braucht die ukrainische Literaturwissenschaft eine feministische Schule?) argumentierte Pawlytschko 1991, dass eine feministische Perspektive auf die ukrainische Kultur essenziell sei, damit das Land „normal und europäisch“ werden könne. Der Essay hatte für die feministische Bewegung der Ukraine programmatischen Charakter. Das 20. Jahrhundert betrachtete sie aus feministischer Perspektive für die Ukraine als „verpasste[s] Jahrhundert“. Die von Pawlytschko vorgeschlagenen Ansätze prägten den feministischen Diskurs der ukrainischen Literaturwissenschaften auch über ihren Tod hinaus.
1997 veröffentlichte Pawlytschko das Buch „Dyskurs modernizmu v ukrainskii literaturi“ (deutsch: „Der Modernismus-Diskurs in der ukrainischen Literatur“), in dem die ukrainische Literatur tiefgehend analysiert wird. Sie behandelt dabei unterschiedliche Themenfelder der ukrainischen Literaturgeschichte unter dem Scheffel des literarischen Modernismus. Unter anderem versuchte sie, aus postmoderner Perspektive das erhöhte öffentlich Bild Iwan Frankos zu dekonstruieren. Grundsätzlich unterscheidet sie dabei zwischen einer national-populistischen Strömung in der Tradition von Taras Schewtschenko und einer modernistischen Strömung in der Tradition von Lessja Ukrajinka. Während sie die national-populistische Strömung mit Konservatismus und Patriarchat assoziiert, sieht sie in der modernistischen Strömung eine Verbindung zum Feminismus und eine Öffnung hin zur westlichen Kultur. Grundsätzlich gehörte das Werk zu einem breiteren Umfeld postmoderner Literaturkritik, die nach der Unabhängigkeit der Ukraine die Möglichkeit sah, den Literaturkanon der ukrainischen Literatur in einem neuen Augenlicht zu analysieren. Pawlytschkos Werk gehörte zu den ersten Studien dieser postmodernen Kritik an der ukrainischen Literatur und bekam als solche in ukrainischen Literaturkreisen eine erhöhte Aufmerksamkeit. Das Werk wurde mehrfach aufgelegt.
In ihren in New York City veröffentlichten Letters from Kiev behandelte Pawlytschko bereits 1992 literarisch die Umbrüche, die die Unabhängigkeit der Ukraine mit sich brachte. Mehrere Werke erschienen posthum, darunter 2002 eine Sammlung von Aufsätzen Pawlytschkos unter dem Titel Feminizm.

## Werke
- Fylossofskaja poesyja amerykanskoho romantysma : Emerson, Uytmen, Dykynson. Naukowa Dumka, Kiew 1988, ISBN 5-12-009251-9.
- Letters from Kiev. St. Martin’s Press, New York City 1992, ISBN 0-312-07588-X.
- Labirynty myslennja : intelektualnyj roman sutschasnoji Welykobrytaniji. Naukowa Dumka, Kiew 1993, ISBN 5-12-003273-7.
- Dyskurs modernizmu v ukrainskii literaturi. Lybid, Kiew 1997, ISBN 5-325-00833-1.
- Nazionalism, seksualnist, orijentalism: skladnyj swit Ahatanhela Krymskoho. Osnovy, Kiew 2000, ISBN 966-500-535-9.
- Sarubischna literatura : doslidschennja ta krytytschni statti. Osnovy, Kiew 2001, ISBN 966-500-167-1.
- Feminizm. Osnovy, Kiew 2002, ISBN 966-500-212-0.
- Teorija literatury. Osnovy, Kiew 2002, ISBN 966-500-217-1.